# Lampropholis couperi
Lampropholis couperi är en ödleart som beskrevs av  Ingram 1991. Lampropholis couperi ingår i släktet Lampropholis och familjen skinkar. Inga underarter finns listade i Catalogue of Life.